# Austroharpa loisae
Austroharpa loisae is een slakkensoort uit de familie van de Harpidae. De wetenschappelijke naam van de soort is voor het eerst geldig gepubliceerd in 1973 door Rehder.